# ماتيا ماركي
ماتيا ماركي (بالإيطالية: Mattia Marchi)‏ (14 يناير 1989 بريميني في إيطاليا - ) هو لاعب كرة قدم إيطالي في مركز الهجوم. لعب مع نادي ريميني ونادي كريمونيسي ونادي سودتيرول ونادي فيرتوس إينتيلا واتحاد بافيا لكرة القدم.

## روابط خارجية
- ماتيا ماركي على موقع قاعدة بيانات كرة القدم.إي يو (الإنجليزية)
- ماتيا ماركي على موقع Soccerway.com (الإنجليزية)